# فرودگاه آبی پری لیک
فرودگاه آبی پری لیک (به انگلیسی: Perry Lake Water Aerodrome) یک فرودگاه خصوصی است که یک باند فرود آب دارد. این فرودگاه در کشور کانادا قرار دارد و در ارتفاع ۳۲۰ متری از سطح دریا واقع شده است.